# Metropolia Anqing
Metropolia Anqing – metropolia Kościoła rzymskokatolickiego w Chińskiej Republice Ludowej. Erygowana w dniu 11 kwietnia 1946 roku. W skład metropolii wchodzi 1 archidiecezja i 2 diecezje.
W skład metropolii wchodzą:
- Archidiecezja Anqing
  - Diecezja Bengbu
  - Diecezja Wuhu